# 펑리위안
펑리위안(중국어 간체자: 彭丽媛, 정체자: 彭麗媛, 병음: Péng Lìyuán, 1962년 11월 20일~)은 중화인민공화국의 제7대 영부인이다. 남편은 시진핑 중화인민공화국 최고지도자 겸 중국공산당 총서기이다.
산둥성 허쩌시가 고향이며 14살 때 산둥 예술학교에 입학하였다. 베이징 중국음악학원에 입학한 뒤에 민족 성악을 전공하였으며 같은 학교에서 석사 학위를 취득하였다. 1980년대에 인기 성악가로 활동하던 도중에 1986년 정치인 시진핑과 만나 다음 해에 결혼하였다. 딸인 시밍쩌를 두고 있다.

## 수상
- 1986년 중국 중앙 텔레비전(CCTV) 주최 청년가요대회 대상 수상.
- 2005년 9월 미국 뉴욕 링컨센터(Lincoln Center) 오페라 분야 아티스트상을 수여받았다.
- 2013년 4월 <타임(TIME)> '세계 100대 인물'에 선정.
- 2013년 5월 <포브스(Forbes)> '세계적 영향력 있는 여성'에 뽑혔다.

## 활동
- 2009년 중국금연협회, 청소년범죄예방협회 홍보대사.
- 2011년- 세계보건기구 에이즈, 결핵 예방 친선대사.
- 전국문학예술계연합회 부주석, 전국부녀연합 집행위원, 중국오페라연구회 부회장, 중국음악가협회 이사, 중국인민해방군 국방대학 군사문화학원(전 해방군 예술학원) 총장(2012-2017), 중국 음악학원, 상하이 사범대학, 베이징 대학 등에서 민족성악 지도교수 역임.

## 작품
- 1982년 《희망의 들판에서(在希望的田野上)》[1]
- 1983년 《기몽산소조(沂蒙山小調)》[2]
- 1991년 《고향 어른들(父老鄕親)》[3]
- 1995년 《중국의 달(中國的月亮)》[4]
- 2001년 《중국 신세기(中國新世紀)》[5]
- 2004년 《그 머나먼 곳에서(在那遙遠的地方)》[6]
- 2004년 《신강이 좋아(新疆好)》(신강의 민가를 경쾌하고 밝은 댄스풍의 중국어 노래로 리메이크)[7]
- 2007년 《송별(送別)》